# Sauris, Friuli-Venezia Giulia
Sauris är en kommun i regionen Friuli-Venezia Giulia i Italien och tillhörde tidigare även provinsen Udine som upphörde 2018. Kommunen hade 396 invånare (2018).